# Golo
Pour les articles homonymes, voir Golo.
Le Golo (en corse Golu) est le plus grand fleuve de Corse. Il se jette dans la mer Tyrrhénienne.

## Géographie
Ce fleuve côtier prend naissance à 1 991 mètres d'altitude juste derrière le refuge de Ciottulu a i Mori, au sud de la Paglia Orba (2 525 m) et à 200 m au sud du Capu Tafunatu (2 335 m), sur la commune d'Albertacce. Il adopte globalement une direction sud-ouest/nord-est. Il parcourt 89,4 km pour finir sa course dans la mer Tyrrhénienne, au sud de l'étang de Biguglia en plaine de Lucciana longeant le site de Mariana.
Au XVIIIe siècle il était nommé Guolo, cf le Guala de Ptolémée.

### Communes et cantons traversés
Depuis sa source près du refuge de Ciottulu a i Mori du P.N.R.C. sur le GR20, le fleuve arrose ou borde successivement en descendant vers la mer, le territoire des communes d'Albertacce, Casamaccioli, Calacuccia, Corscia, Castirla, Omessa, Aiti, Saliceto, Prato-di-Giovellina, Piedigriggio, Gavignano, Morosaglia, Canavaggia, Valle-di-Rostino, Castello-di-Rostino, Bisinchi, Lento, Bigorno, Campitello, Campile, Volpajola, Prunelli-di-Casacconi, Vignale, Lucciana, Olmo, Monte, Vescovato et Venzolasca.

### Bassin versant
Les fleuves côtiers voisins sont au nord le Bevinco et au sud le Fium'Alto.

### Organisme gestionnaire
L'organisme gestionnaire est le Comité de bassin de Corse.

## Affluents
- L'Asco (rg), 34,1 km 366 km2 5,08 m3/s et de rang de Strahler quatre.
- La Casaluna (rd), 25,3 km et de rang de Strahler cinq.
- l'Erco (rg), 11,2 km 23 km2 0,813 m3/s et de rang de Strahler deux.

### Rang de Strahler

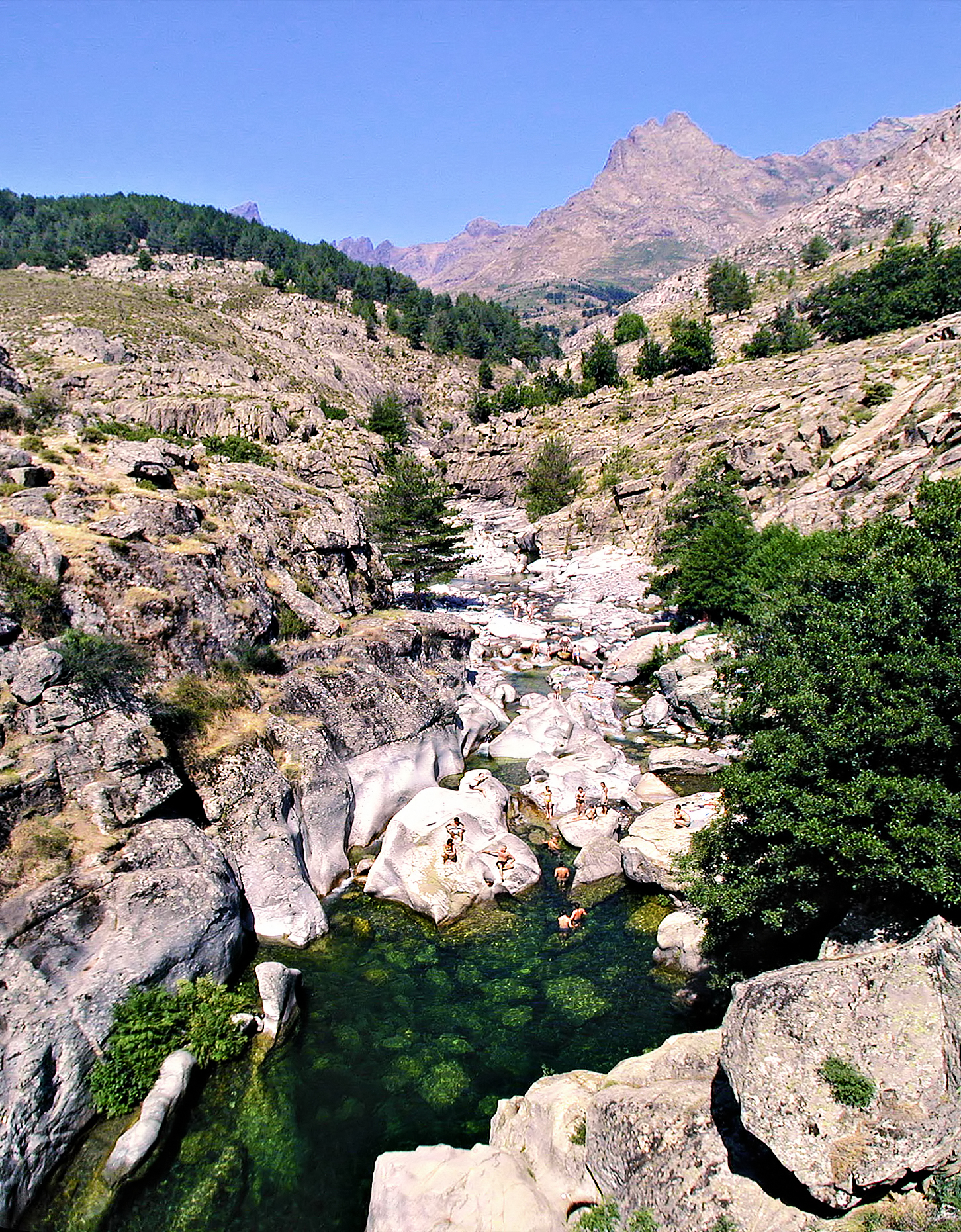
Le Golo au Ponte Altu (Albertacce)

Don son rang de Strahler est de six par la Casaluna.

## Hydrologie
Le Golo est un petit fleuve abondant, comme la plupart des cours d'eau de la Corse, île méditerranéenne bien arrosée. 

### Le Golo à Volpajola
Son débit a été observé sur une période de 47 ans (1961-2007), à Volpajola, localité du département de la Haute-Corse située à une quinzaine de kilomètres en amont de son débouché dans la mer Tyrrhénienne. Le bassin versant du fleuve y est de 926 km2.
Le module du fleuve à Volpajola est de 14,1 m3/s.
Le Golo présente des fluctuations saisonnières de débit très marquées, comme bien souvent dans le midi méditerranéen. Les hautes eaux se déroulent en hiver et au printemps et portent le débit mensuel moyen à un niveau situé entre 19,5 et 25,2 m3/s, de décembre à mai inclus (avec un maximum assez net en avril). Au mois de juin le débit s'effondre, ce qui mène rapidement aux basses eaux d'été qui ont lieu de juillet à septembre inclus, avec une baisse du débit moyen mensuel allant jusqu'à 2,42 m3/s au mois d'août. Octobre et novembre constituent une période de transition vers les hautes eaux. Mais les fluctuations sont bien plus prononcées sur de courtes périodes et varient selon les années.

### Étiage ou basses eaux
À l'étiage, le VCN3 peut chuter jusque 0,50 m3/s, en cas de période quinquennale sèche, ce qui est assez bas, mais parfaitement normal dans le contexte méditerranéen.

### Crues
Les crues quant à elles, peuvent être très importantes. Les QIX 2 et QIX 5 valent respectivement 210 et 320 m3/s. Le QIX 10 est de 380 m3/s, le QIX 20 de 450 m3/s et le QIX 50 de 530 m3/s.
Le débit instantané maximal enregistré à la station a été de 734 m3/s le 5 novembre 1994, tandis que la valeur journalière maximale était de 322 m3/s le 26 octobre 1976. En comparant la première de ces valeurs à l'échelle des QIX du fleuve, il ressort que cette crue de novembre 1994 était bien plus que cinquantennale, peut-être centennale ou plus, mais dans tous les cas exceptionnelle.

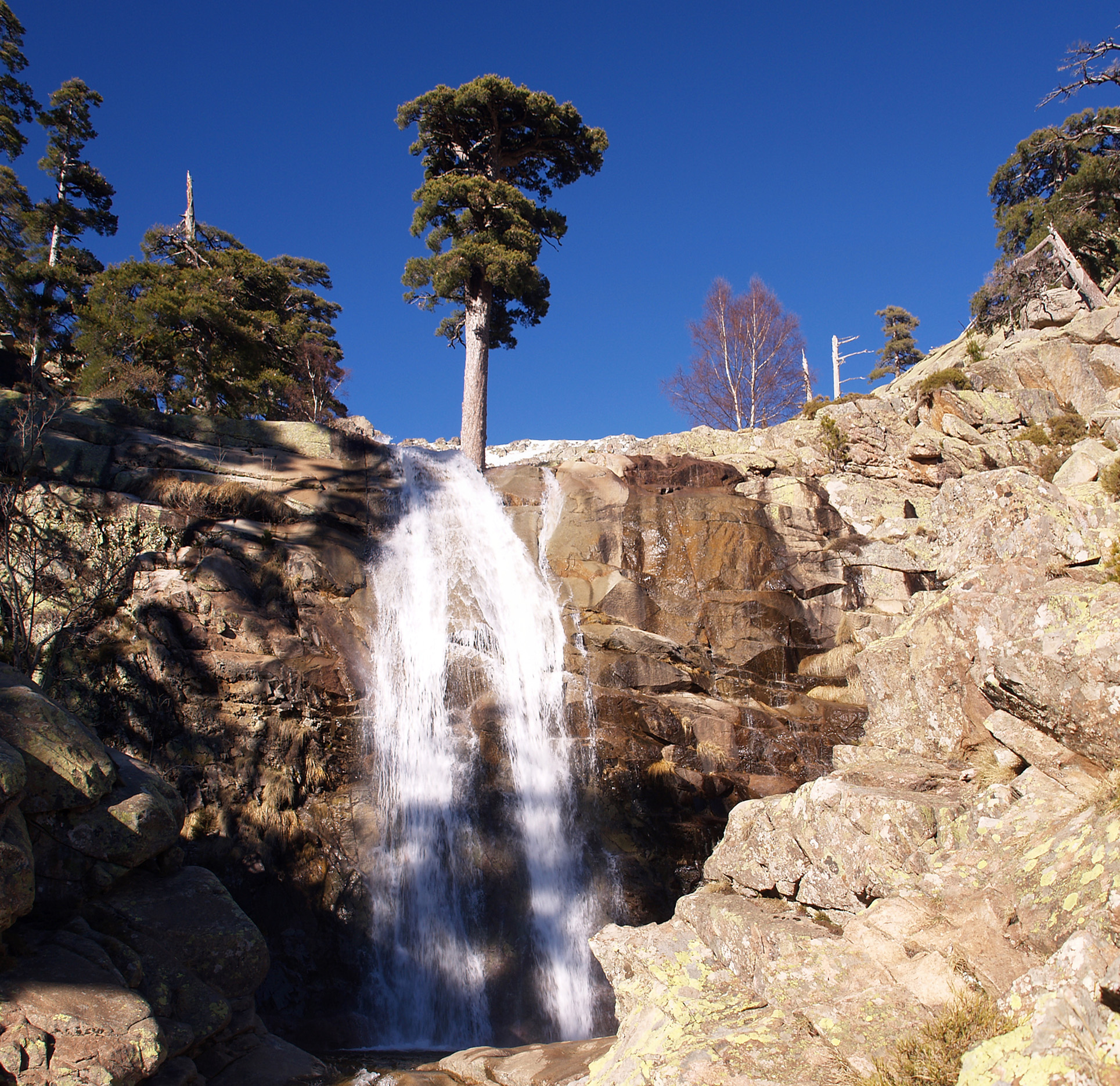
Le Golo à la cascade de Radule

On peut comparer ces débits à ceux d'un des affluents de la Seine en amont de Paris, la Marne, un des plus importants cours d'eau du bassin de la Seine. Le QIX 10 de la Marne en fin de parcours vaut 510 m3/s (contre 380 pour le Golo) et son QIX 50 se monte à 650 m3/s (contre 530 pour le Golo). Ainsi malgré un bassin près de quatorze fois moins étendu et un débit moyen d'à peu près le huitième, le volume des crues du Golo se rapproche du volume de celles de la Marne.

### Lame d'eau et débit spécifique
Le Golo est un petit fleuve abondant, bien alimenté par les précipitations elles aussi abondantes, dans les hautes régions centrales de l'île notamment. La lame d'eau écoulée dans son bassin versant est de 482 millimètres annuellement, ce qui est assez élevé, largement supérieur à la moyenne d'ensemble de la France, tous bassins confondus, et à peine inférieur à la moyenne du bassin du Rhône (557 millimètres/an à Beaucaire en fin de parcours) qui bénéficie pourtant des précipitations souvent surabondantes du Jura, des Alpes et des Cévennes. Le débit spécifique (ou Qsp) du Golo atteint dès lors le chiffre de 15,2 litres par seconde et par kilomètre carré de bassin.

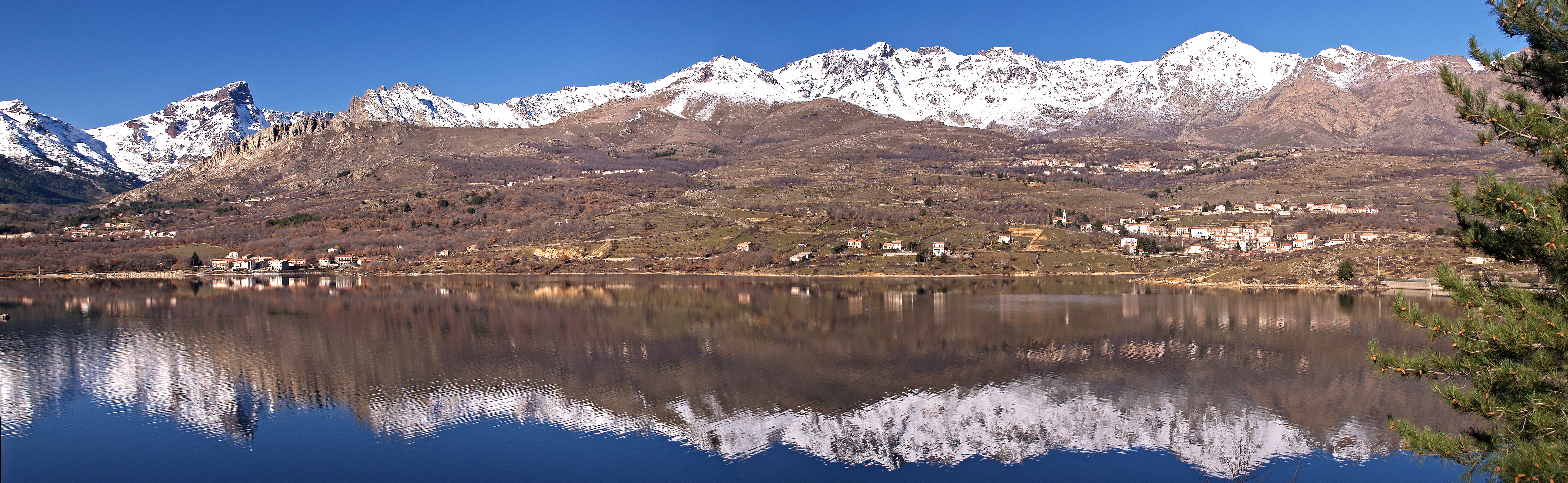
Lac de barrage de Calacuccia - Paglia Orba (2525 m), Monte Cinto (2710 m), Capu a u Perdatu (2583 m) - Albertacce, Lozzi et Calacuccia

## Les ouvrages et œuvres sur le Golo
- Œuvres de  Jean-Laurent Albertini, artiste peintre d'Albertacce qui propose par son travail une relation picturale fondatrice et cohérente avec le Niolo, sa région d'origine.

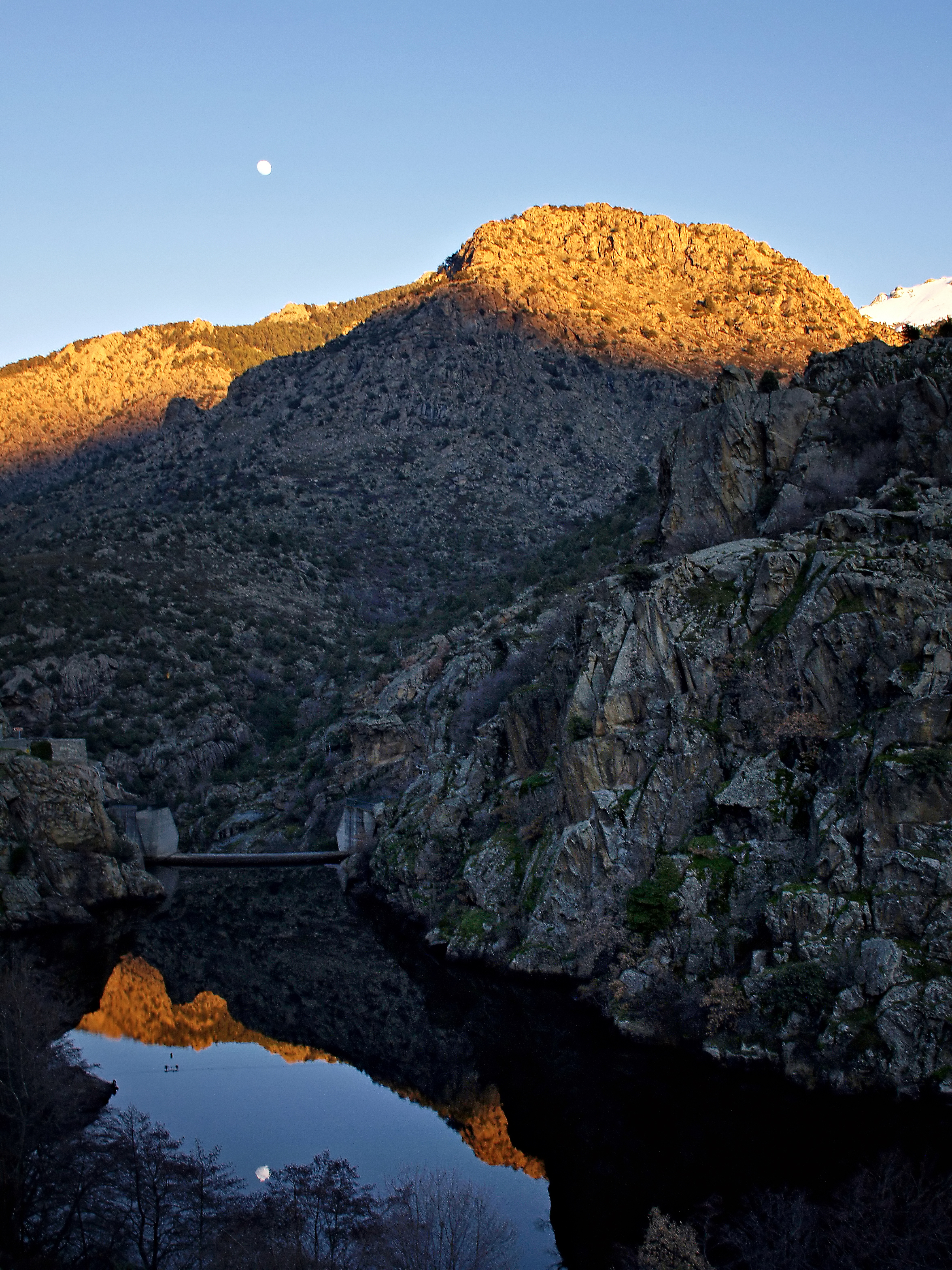
Barrage de Corscia

### Les barrages et usines électriques
- Le barrage de Calacuccia (cote de retenue 792 mNGF), usine électrique de Sovenzia
- Le barrage de Corscia (666 mNGF (seuil déversant naturel), usine électrique de Corscia, en amont du défilé de la Scala di Santa Regina (Gorges du Golo)
- La centrale électrique de Castirla (360 m)
- Le barrage au nord de Ponte-Leccia (177 m)
- Le barrage de Prunelli di Casacconi (68 m)
- L'ancienne usine électrique de Chioselli (54 m) (Prunelli di Casacconi)
- Le réservoir de Gazza (51 m) (Prunelli di Casacconi)
- Le barrage de Lucciana (48 m)

### Les ponts
« Au-dessus se trouve une petite montagne, d'un aspect agréable, appelée le Tozzolo. C'est là que prend sa source le Golo, le plus considérable des trois grands fleuves de la Corse ; il passe par le Niolo qu'il divise en deux parties inégales. On traverse ce fleuve sur plusieurs ponts. Les premiers que l'on rencontre en descendant son cours sont la Fontanella, Pont'Alto et Sanaccio. Après avoir quitté la vallée du Niolo, le Golo, traversant le village de Castirla, arrive au pont appelé Nortina, puis à Supietra, au-dessous d'Omessa ; il prend ensuite la direction du nord-est et rencontre les ponts de Leccia, de Campograsso  le Ponte Nuovo et enfin le pont de Lago Benedetto. Ce sont là tous les ponts sur lesquels on traverse le Golo. »

— Agostino Giustiniani in Dialogo, traduction de Lucien Auguste Letteron in Histoire de la Corse - Description de la Corse – Tome I p. 25 - 1888.
- Pont San Rimeriu (1 049 m)

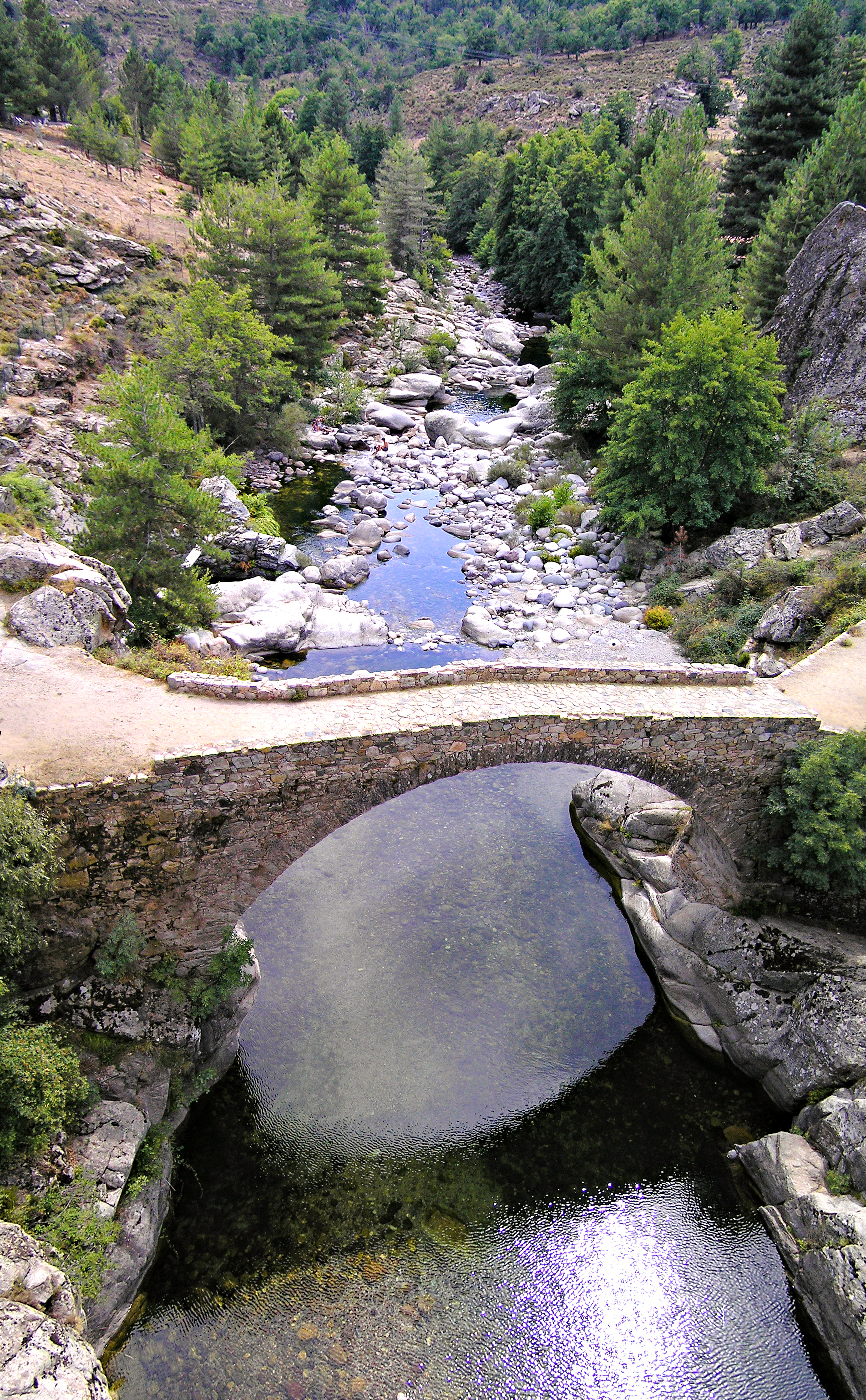
Ponte Altu

- Pont de la route D84 à Albertacce (829 m), au-dessus du Ponte Altu
- Ponte Altu, pont génois (825 m)
- Pont de Mazzola (793 m) de la route D218, en amont du barrage de Calacuccia
- Pont de Fontanella (726 m), en aval du barrage de Calacuccia. Ce pont génois avait à l'origine quatre arches. Il n'en reste plus que trois, celle sur la rive gauche s'étant effondrée, faute d'entretien.
- Ponte Castirla (345 m), pont génois de la route D84 (Castirla)
- Pont ferroviaire au lieu-dit Campita (303 m) (Omessa)
- Ponte Francardo (272 m) à Francardo (Omessa)
- Pont du Golo (238 m) route D39 (Prato di Giovellina)

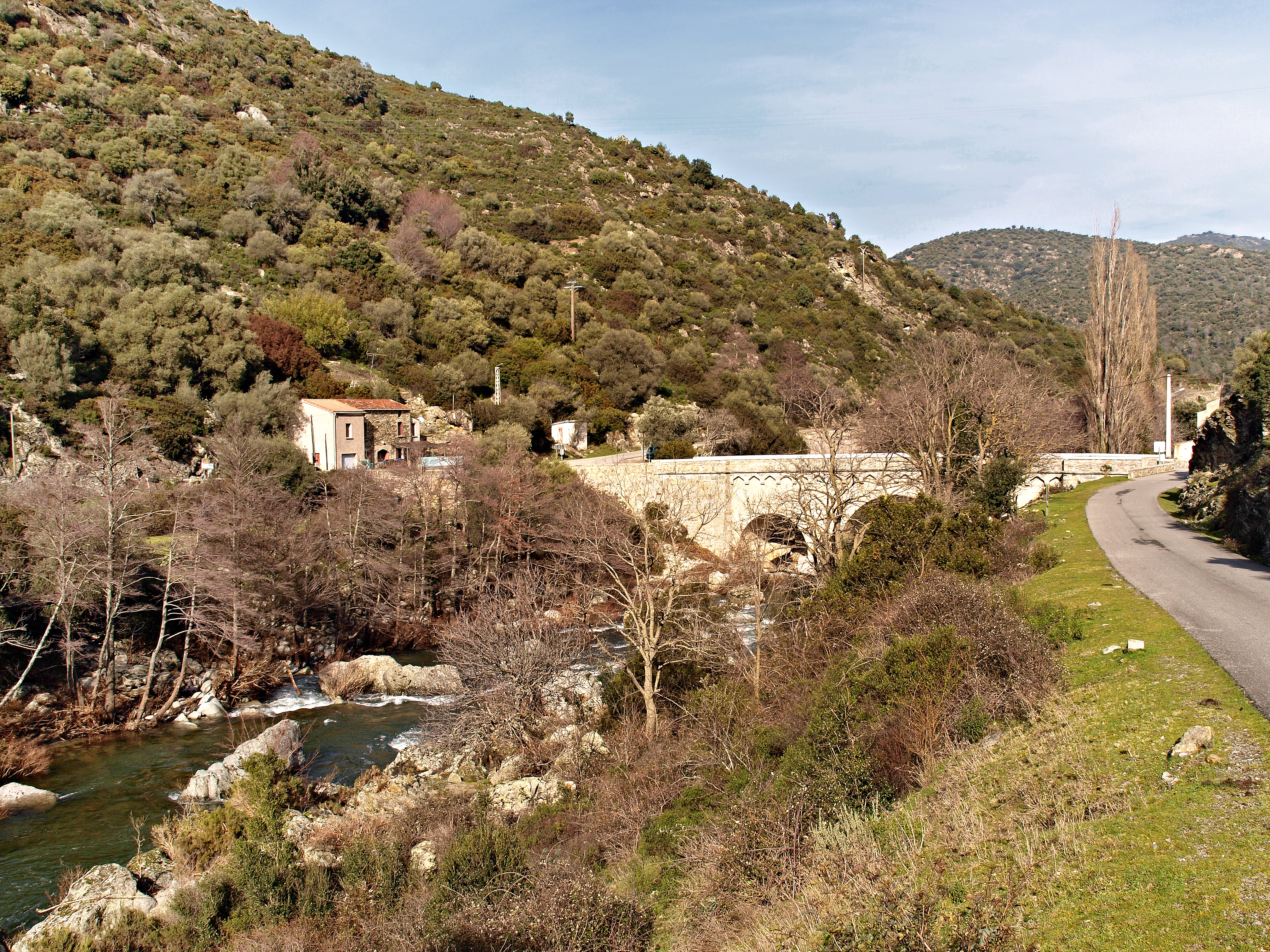
Ponte Castirla

- Ponte Leccia (189 m), pont génois de la RN 193 (Morosaglia)
- Pont ferroviaire de Muzille (172 m)
- Ponte Novu (148 m) ancien pont génois détruit, célèbre pour la défaite des troupes corses du général Paoli contre les troupes françaises le 9 mai 1769.
- Pont de Ponte Novu RN 193 (37 m)
- Pont ferroviaire d'Albano (114 m)
- Pont de Barchetta (99 m) sur la route D15
- Pont ferroviaire de Vergaghio (83 m)
- Pont du Golo de la RT 10 (ex-RN 198) (33 m) à Casamozza (Lucciana)

## Le département du Golo
Le fleuve a aussi donné son nom au département du Golo, ancien département français, dont le chef-lieu était Bastia. Créé en 1793 lors de la première partition de la Corse, il fut supprimé en 1811 quand le département de Corse fut restauré.
En 1976, le département de la Haute-Corse fut créé avec des limites équivalentes à celui du Golo.
Pour les circonscriptions administratives du département du Golo, voir l'article sur le département de la Corse.